# Chaihe Shuiku
Chaihe Shuiku är en reservoar i Kina. Den ligger i provinsen Liaoning, i den nordöstra delen av landet, omkring 72 kilometer nordost om provinshuvudstaden Shenyang. Trakten runt Chaihe Shuiku består till största delen av jordbruksmark.
Genomsnittlig årsnederbörd är 1 058 millimeter. Den regnigaste månaden är augusti, med i genomsnitt 248 mm nederbörd, och den torraste är januari, med 9 mm nederbörd.